# اعتبارسنجی رگرسیون
در آمار، اعتبارسنجی رگرسیون (به انگلیسی: Regression validation) فرآیندی است برای تصمیم‌گیری دربارهٔ اینکه آیا نتایج عددی کمیت‌کننده روابط فرضی بین متغیرها، به‌دست‌آمده از تحلیل رگرسیون، به عنوان توصیف داده‌ها قابل قبول هستند یا خیر. فرایند اعتبارسنجی می‌تواند شامل تجزیه و تحلیل نیکویی برازش رگرسیون، تجزیه و تحلیل تصادفی بودن باقیمانده‌های رگرسیون باشد، و بررسی اینکه آیا عملکرد پیش‌بینی مدل به‌طور قابل ملاحظه‌ای بدتر می‌شود (در زمانی که برای داده‌هایی که در تخمین مدل استفاده نشده‌اند).